# Satyanatha Tirtha
Satyanatha Tirtha (também conhecido como Satyanatha Yati  ) (sânscrito: सत्यनाथा तीर्थ); IAST :Śrī Satyanātha Tīrtha) (c. 1648 – c. 1674 ), também chamado Abhinava Vyasaraja, foi um filósofo, erudito, teólogo, lógico e dialético hindu pertencente à ordem Dvaita do Vedanta. Ele serviu como o vigésimo pontífice de Uttaradi Math de 1660 a 1673. Ele foi um escritor ardente e prolífico e muito ambicioso da glória de Dvaita Vedanta e é considerado um dos defensores da história da escola de pensamento Dvaita, por causa de suas elucidações sólidas das obras de Madhvacharya, Jayatirtha e Vyasatirtha. Três de seus trabalhos doxográficos com temas polêmicos (Abhinavamruta, Abhinava Chandrika e Abhinava Tarkatandava) são uma reminiscência de "Vyasatraya" (os três olhos do homem-leão de Madhva Siddhāntha). Seu trabalho de refutação Abhinava Gada é uma crítica devastadora do Madhvamathamukhamardhana de Appayya.  Seu tratado independente Abhinava Chandrika é considerado um trabalho brilhante relacionado aos Brahma Sūtras, sendo um comentário sobre o Tattvaprakashika de Jayatirtha. Seu trabalho Abhinava Tarka Tandava refutou os trabalhos de sistemas rivais, especialmente aqueles de Prabhākara de Mimamsa, Visistadvaita de Ramanuja, e Gangesha Upadhyaya, Raghunatha Siromani da escola Nyaya, nas mesmas linhas de Tarka Tandava de Vyasatirtha. O indologista BNKSharma escreveu: "Sua energia e determinação para esmagar a rivalidade do monismo se reflete até mesmo na escolha dos títulos de algumas de suas obras, quatro das quais são chamadas de "Paraśus" (o Machado)".
Nascido em uma família de estudiosos, Satyanatha Tirtha estudou as seis escolas ortodoxas do hinduísmo e, posteriormente, a filosofia de Dvaita sob Satyanidhi Tirtha de Uttaradi Math, eventualmente sucedendo-o como pontífice, BNKSharma escreveu: "Satyanatha Tirtha fez um pronunciamento ousado de que mulheres e Shudras são elegíveis para Aparokshajnana exclusivamente através do shravana do Tantra". Sharma também escreveu: "Satyanatha mantém a memória de Vyasatirtha com calorosa admiração e se refere a ele com reverência como Vyāsatīrthasrimaccaranah ". Ele compôs 12 obras, consistindo em comentários sobre as obras de Madhva, Jayatirtha e Vyasatirtha, e vários tratados independentes criticando os princípios das escolas contemporâneas, especialmente Advaita, enquanto simultaneamente elaborava o pensamento Dvaita. Sua habilidade dialética e perspicácia lógica é frequentemente comparada com a de Vyasatirtha.

## Biografia

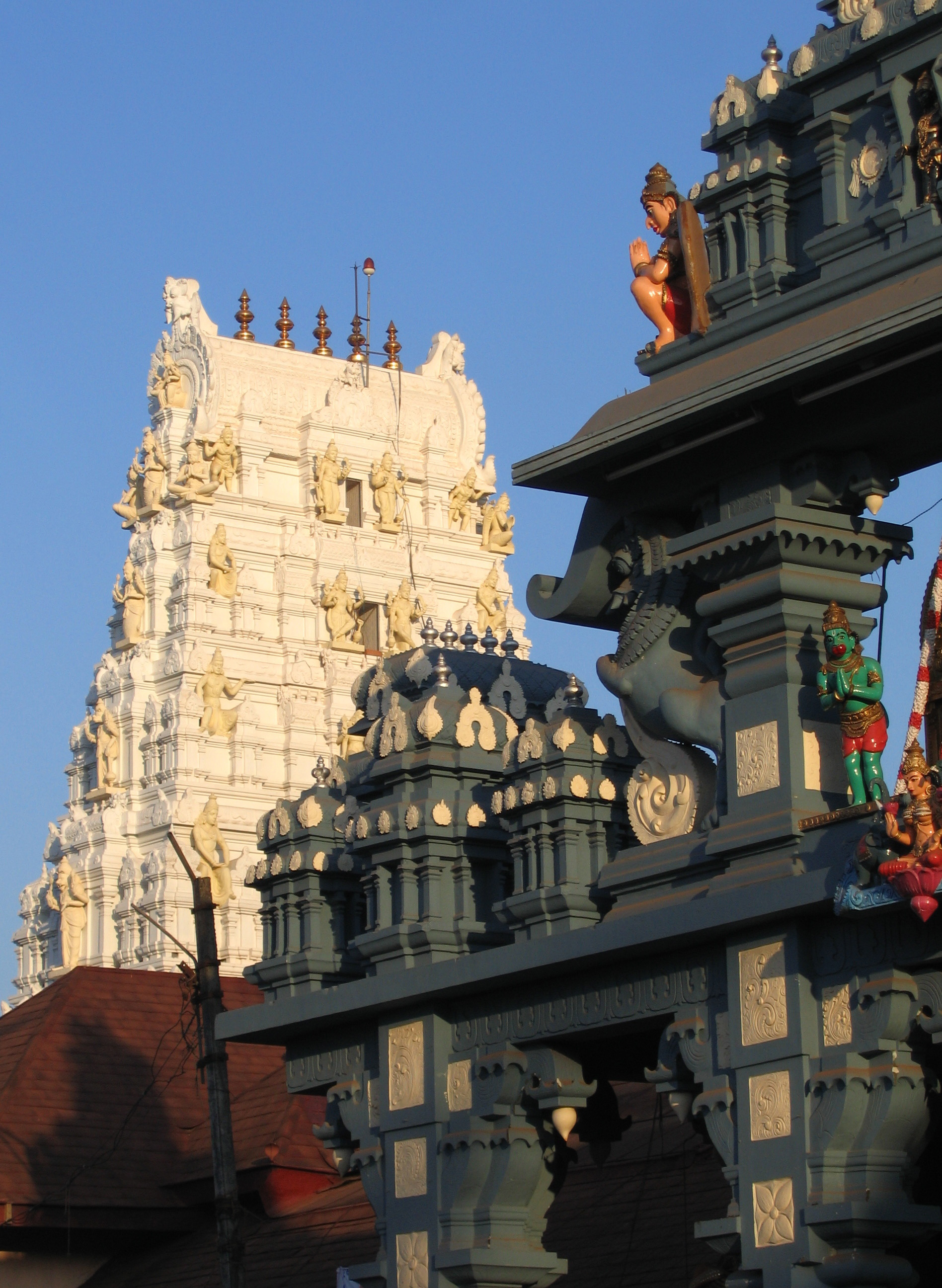
Udupi Sri Krishna Matha, um centro de Madhva Siddhanta

## Legado

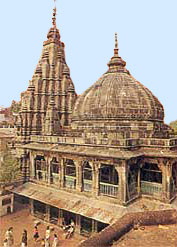
Templo Vishnupad em Gaya, onde Gayawal Pandas são sacerdotes